# Brenda Villa

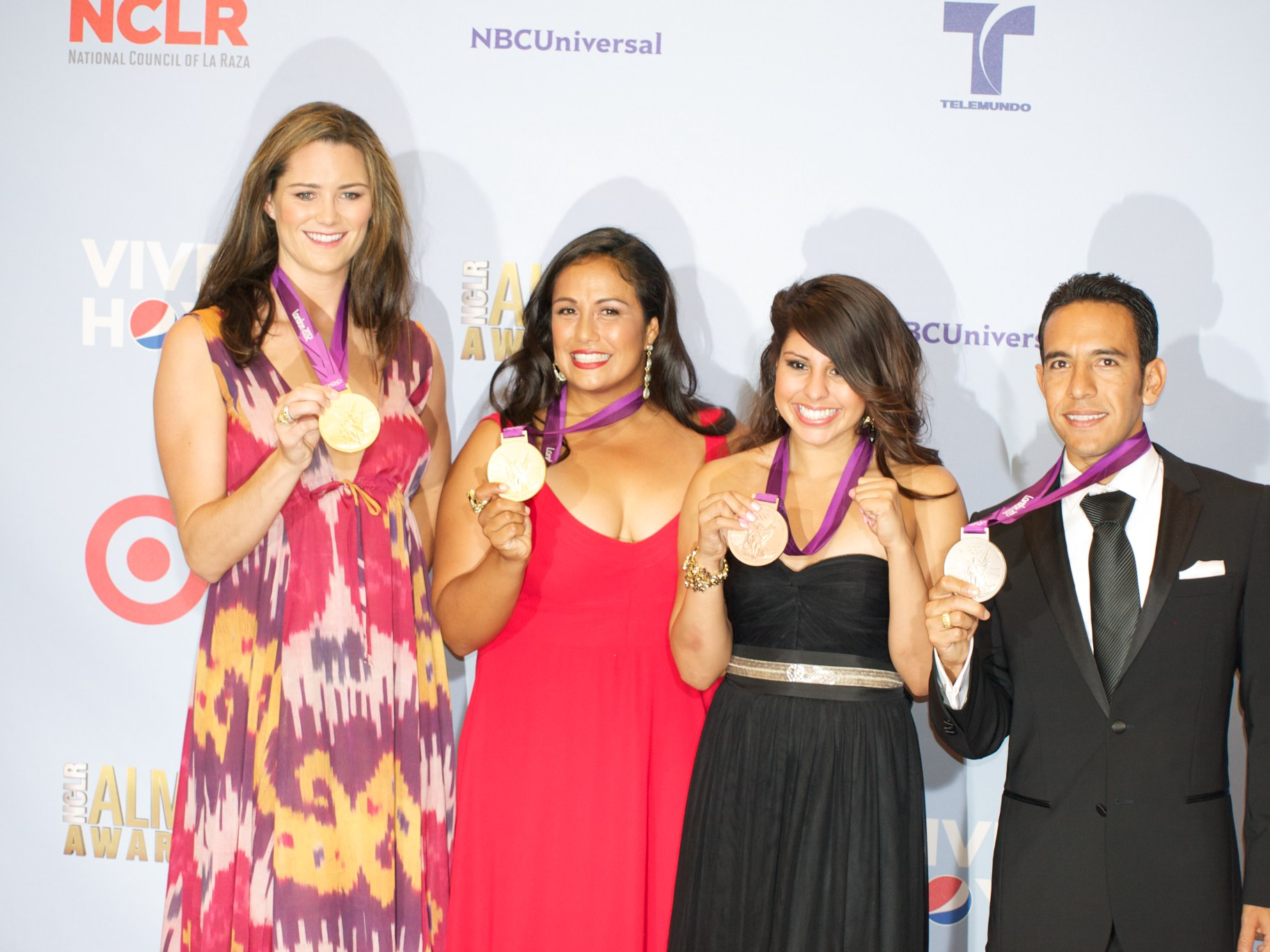
Jessica Steffens, Brenda Villa, Marlen Esparza och Leonel Manzano på 2012 ALMA Awards.

Brenda Villa, född 18 april 1980 i Los Angeles, är en amerikansk vattenpolospelare. År 2010 valdes hon i en omröstning av FINA Aquatics Magazine till årtiondets idrottare i damernas vattenpolo. Hon har kallats sportens Wayne Gretzky med tanke på de enorma framgångarna. Hon har lyckats åstadkomma ett antal betydande segrar trots att hon med sina 162,6 cm inte har den typiska kroppsbyggnaden för sporten.
Villa ingick i USA:s OS-lag vid fyra olympiska spel. Först blev det silver i den olympiska vattenpoloturneringen i Sydney. Den 20-åriga Villa gjorde nio mål, varav två av USA:s tre mål i finalen som Australien vann med 4–3. Sedan gjorde Villa sju mål i den olympiska vattenpoloturneringen i Aten där USA tog brons. I den olympiska vattenpoloturneringen i Peking gjorde Villa nio mål, varav ett mål i finalen som USA förlorade mot Nederländerna med 9–8. OS-finalen 2012 i London var den tredje som Villa spelade. USA finalbesegrade Spanien med 8–5. Även den gången blev det ett mål i finalen för Villa och därmed kunde hon avsluta den aktiva spelarkarriären som lagkapten i landslaget med en olympisk guldmedalj. Sex mål var hennes målsaldo i hela turneringen.
Med klubblaget Orizzonte Catania vann Villa LEN:s europacup för damer, LEN Champions Cup, åren 2005 och 2006.
Villa talar flytande spanska och hennes båda föräldrar är invandrare från Mexiko. Hon utexaminerades från Stanford University år 2003 med statsvetenskap som huvudämne.